# Вибори до Європейського парламенту

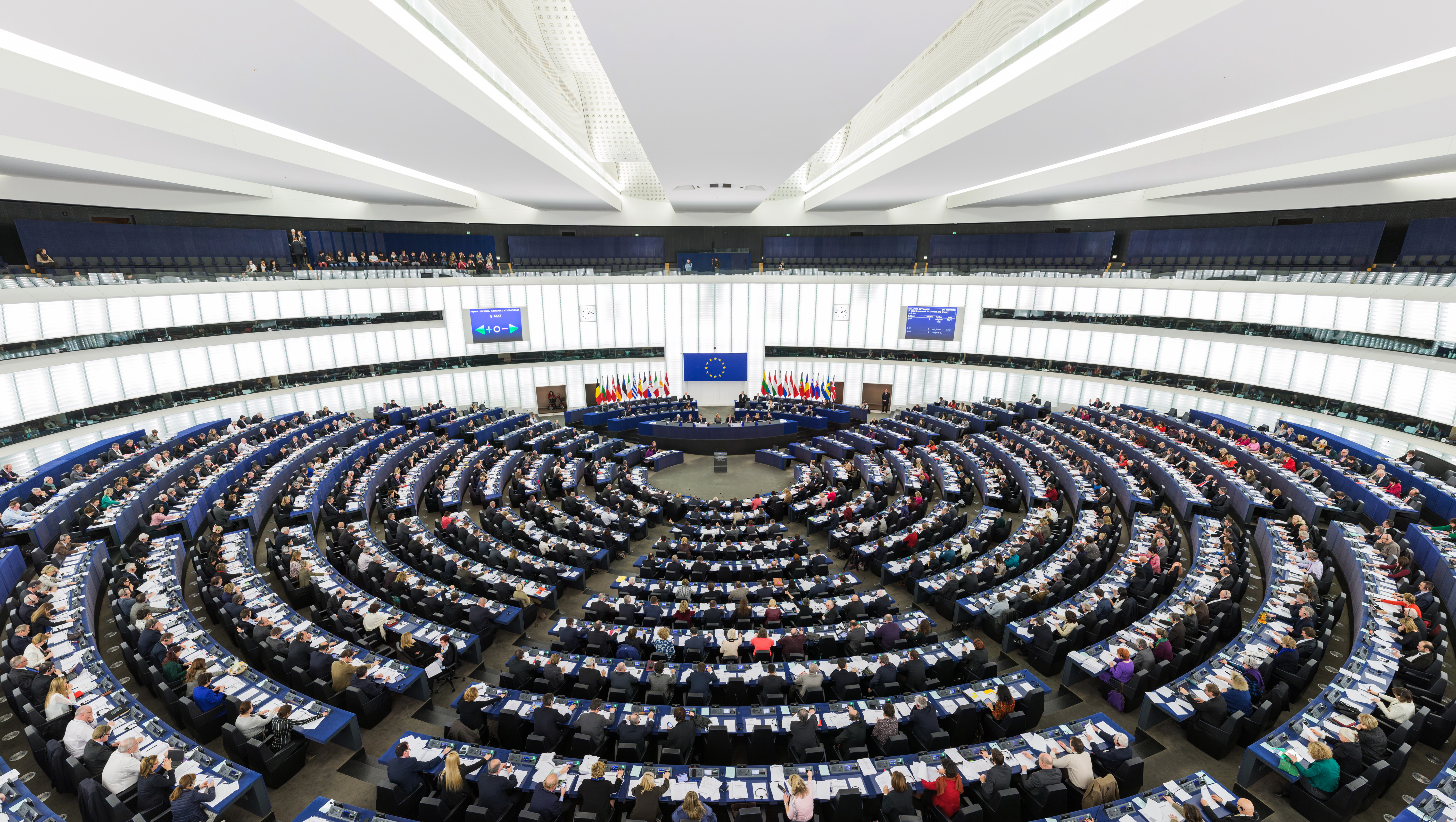
Європейський парламент в Страсбурзі, Франція.

Логотип Європейського парламенту

Вибори до Європейського парламенту — це спосіб формування Європейського парламенту для забезпечення представництва в ньому всіх жителів Європи в цілому та національних інтересів країн-членів зокрема, шляхом голосування громадян для безпосередньо представлення всього населення Європейського союзу.

## Загальні положення
Вибори до Європейського парламенту проводяться кожні 5 років.
Європейський парламент є законодавчий орган Європейського союзу і єдиним з семи інститутів Євросоюзу, що напряму обирається громадянами держав — членів Союзу на основі виборчого права через загальне голосування. Разом з Радою Європейського союзу (Представники урядів 27 держав — членів) парламент утворює двопалатну законодавчу гілку влади ЄС, і вважається одним із найвпливовіших законодавчих органів світу.
Європарламент активно бере участь у формуванні політики Союзу. Парламент засідає в трьох місцях: Брюссель (Бельгія), Люксембург, Страсбург (Франція). Пленарні засідання проходять у Страсбурзі і Брюсселі, у той час, як Люксембург є домом для адміністративних офісів. Засідання Комітету проводяться також у Брюсселі.
Останні всесоюзні вибори відбулись 2009 року, а в січні 2012 року головою Європарламенту був обраний Мартін Шульц.
Наступні вибори до Європейського парламенту відбудуться 22-25 травня 2014 року.
Депутати Європарламенту діляться на партійні фракції, які представляють міжнародні партійні об'єднання.
Європейський парламент засідає в Страсбурзі, інші місця — Брюссель і Люксембург. В даний час в парламенті представлено 7 фракцій, а також ряд безпартійних делегатів. У своїх рідних країнах парламентарі є членами близько 160 різних партій, які об'єдналися у фракції на загальноєвропейській політичній арені.
Принципи організації та роботи органу викладені в Регламенті Європейського парламенту.

## Порядок здійснення Виборів ЄП
Вибори до Європейського парламенту проводяться ще значною мірою у відповідності з національними виборчими законами і традиціями. Кожна держава — член ЄС ухвалює рішення щодо порядку проведення виборів, але застосовуються ті ж демократичні правила: Гендерна рівність і таємне голосування.
Проте, європейські вибори вже відповідають деяким загальним принципам: загального прямого голосування, пропорційне представництво, мандат терміном на п'ять років, який може бути відновлений. Держави-члени можуть ухвалити рішення про використання відкритих або закритих партійних списків. Серед держав — членів існують відмінності у ставленні мінімального віку для отримання права голосу. У більшості держав — членів право голосувати і балотуватися на виборах може бути реалізовано громадянами починаючи з 18 років.
Громадяни ЄС, які проживають в іншій державі — члені ЄС, ніж його громадянство, мають право голосувати і балотуватися на виборах у державі проживання відповідно до правил національного законодавства своєї країни. Громадян ЄС, які проживають за кордоном і бажають взяти участь у виборах у країні походження, мають право голосувати, якщо її національне законодавство дозволяє. Деякі держави — члени забезпечують можливість голосувати поштою та / або організовують виборчі дільниці в своїх дипломатичних або консульських місіях за кордоном.
Румунії, — країні щойно вступила в ЄС, — виділено 33 місця у ЄП. Для їх розподілу встановлені наступні виборчі правила: пропорційне представництво, партійні списки (підтримуються 200000 підписами громадян) та незалежні кандидати (підтримуються 100 000 підписами) по всій країні. В списку може бути максимум понад 10 кандидатів, ніж місць, що виділяються для представництва Румунії в ЄП (було надано в 2009 році 33 місця — 43, — максимальна кількість кандидатів у списку).
Розподіл місць проводиться Центральною Виборчою комісією у двох стадіях:
- Визначається виборчий поріг і національний виборчий коефіцієнт — убуваючи списки політичних формувань та депутатів відповідно до кількості реально набраних голосів виборців.
- Розподіл місць в національному виборчому окрузі (країна — виборчий округ) методом д'Ондта.

За місяць до виборів стартує виборча кампанія і припиняється за 48 годин до дня виборів, відповідно до Закону про національні вибори. Відповідно до цього ж Закону після прийняття остаточного рішення щодо партійних списків та незалежних кандидатів, складається календар виступу всіх кандидатів в євро-депутати через ЗМІ. Опитування повинні бути припинені за 48 годин до дня виборів.

## Чергові вибори 2014
Восьмі Чергові загальноєвропейські вибори до Європарламенту відбудуться 22-25 травня 2014 року.
Таке остаточне рішення затвердила Рада ЄС, повідомляє Укрінформ.
«Рада сьогодні вирішила перенести наступні вибори до Європарламенту з 5-8 червня на період 22-25 травня 2014 року», — йдеться у рішенні.
Пояснюється, що це зроблено з урахуванням пропозиції самого Європарламенту. Законодавці ЄС у своїй нещодавній резолюції запропонували змістити дати проведення виборів на кінець травня, щоб забезпечити більше часу для подальшого обрання нового Президента Єврокомісії та уникнути збігу дати виборів із періодом літніх відпусток.
За Лісабонською угодою, кожна країна-член Євросоюзу має призначити один день із визначеного періоду для проведення виборів.
Як повідомляло агентство, до Європарламенту наступного скликання (2014—2019 роки) обиратимуть 751 депутата від 28 країн-членів ЄС, включаючи 11 парламентаріїв від Хорватії.

## Вибори 2014 та Україна
Екс-президент України Віктор Янукович сподівався, що нинішній склад Європарламенту візьме участь у ратифікації Угоди про асоціацію між Україною та Європейським Союзом. Про це Віктор Янукович сказав під час зустрічі з делегацією політичної групи Європейського Парламенту «Альянс лібералів і демократів заради Європи».
«У нас є певний оптимізм, що саме цей склад Європарламенту зробить цей історичний крок разом з Україною», — сказав Глава держави.
Екс-президент висловив сподівання, що візит в Україну представників Європарламенту стане ще однією нагодою відзначити позитивні зміни, які відбуваються в нашій країні в контексті підготовки до Вільнюського саміту.
«Для нас дуже важливі контакти з Європарламентом, практично ми усвідомлюємо, що той механізм відносин, які будуються останнім часом між Україною та Євросоюзом, багато в чому буде залежати від позиції Європарламенту», — сказав Віктор Янукович.
Він наголосив, що Україна має добрі відносини з «Альянсом лібералів і демократів заради Європи» як на рівні партійних зв'язків, так і на державному рівні. «Такий діалог дуже потрібен», — додав Президент.
Глава держави також звернув увагу на об'єднання української влади та опозиції навколо європейських прагнень України. «Цьому в значній мірі сприяє той об'єднавчий процес, який відбувається в Україні навколо її європейського вибору», — сказав він.
«Ми також добре розуміємо, що дуже важливо, щоб в резолюції, яку готує Європарламент, була відображена його позиція щодо підписання і тимчасового застосування Угоди про асоціацію», — додав Глава держави.
У свою чергу, зовнішньополітичний координатор політичної групи «Альянс лібералів і демократів заради Європи» (АЛДЄ) депутат Європейського Парламенту від Бельгії Аннемі Нейтс-Уйттебрук зазначила, що делегація політичної групи приїхала в Україну перед Вільнюським самітом, щоб оцінити ситуацію і зробити об'єктивний висновок з приводу рішення, яке потрібно буде прийняти Європарламенту.
«Ми відзначаємо той факт, що в Україні дійсно відбуваються дуже великі зміни, не тільки в сфері економіки і політики, а також у виборчому законодавстві, судовій реформі, яка відбувається», — сказала депутат Європарламенту.

## Історія
З 10 по 13 вересня 1952 року в рамках ЄОВС (Європейське об'єднання вугілля та сталі) відбулося перше засідання у складі 78 представників національних парламентів країн-членів організації. Ці збори мали тільки рекомендаційні повноваження, а також правом відправляти у відставку вищі виконавчі органи ЄОВС. У 1957 році в результаті підписання Римського договору були засновані Європейське економічне співтовариство і Європейське співтовариство з атомної енергії.
Римський договір 1957 встановив, що загальна для трьох об'єднань Асамблея — попередник Європейського Парламенту, «здійснює повноваження по обговоренню й контролю» одночасно вказав, що вона складається з «представників народів держав — членів, що об'єдналися в Співтовариство». Парламентські збори, які на той момент призначалися парламентами держав-членів Євросоюзу і складалися з 142 представників, відносилися до всіх цих трьох спільнот. Власне назва «Європейський Парламент» з'явилася лише у 1962 році, незважаючи на те, що збори не отримали ніяких нових повноважень, тим не менше, вони стали себе називати Європейським парламентом — найменування, яке було визнано незалежними державами.
Коли в 1971 року ЄЕС отримало свій бюджет, Європарламент почав брати участь у його розробці — у всіх його аспектах, крім планування витрат на спільну сільськогосподарську політику, які, на той момент, становили близько 90 % витрат. Ця явна безглуздість парламенту, призвела навіть до того, що в 70-х роках була в ходу приказка: «Надсилай свого старого дідуся засідати в європарламент» («Hast du einen Opa, schick ihn nach Europa»).
З 80-х років ситуація почала поступово змінюватися. Перші безпосередні вибори до парламенту в 1979 році ще не були пов'язані з розширенням його повноважень, але вже в 1986 році, після підписання Єдиного Загальноєвропейського Акту, парламент став брати участь в законодавчому процесі і міг тепер офіційно робити пропозиції щодо зміни законів, хоча останнє слово все ж залишалося за Європейською радою. Ця умова було скасовано в результаті наступного кроку з розширення компетенцій Європарламенту — підписання Маастрихтського договору 1992 року, який зрівняв у правах Європарламент і Європейську раду. Хоча парламент все ще не міг висувати законопроєкти проти волі Європейської ради, це стало великим досягненням, оскільки тепер ніяке важливе рішення не могло бути прийнято без участі парламенту. Крім того, парламент отримав право формувати Слідчий комітет, що значно розширило його контролюючи функції. У результаті реформи «Амстердам 1997» і «Ніцца 2001» парламент став відігравати велику роль в політичній сфері Європи. У деяких важливих областях, таких, як загальноєвропейська сільськогосподарська політика чи спільна робота поліції і судових органів, Європарламент все ще не володіє повними повноваженнями. Проте, разом з Європейською радою, він займає міцну позицію у законотворчості.
З 1979 року Європарламент обирається населенням кожні 5 років: •1984 •1989 •1994 •1999 •2004 •2009

## Вибори 2009 року
З 4 по 7 червня 2009 року відбулися сьомі за рахунком вибори до Європейського парламенту.
Європейські вибори 2009 пройшли в Австрії, Бельгії, Болгарії, Данії, Естонії, Фінляндії, Франції, Німеччині, Греції, Угорщині, Литві, Люксембурзі, Польщі, Португалії, Румунії, Словенії, Іспанії та Швеції пройшли у неділю 7 Червня. Кіпріоти, латиші, словаки, мальтійці ходили на вибори 6 червня. Ірландія європейський виборів зробила 5 червня. Велика Британія і Нідерланди голосували 4 червня. Деякі держави — члени організували вибори протягом двох днів: 6 і 7 червня в Італії та 5 і 6 червня в Чехії.
Були обрані 736 депутатів ЄП, що представляють майже 380 мільйонів європейців, які мають право голосу, з 27 держав-членів Євросоюзу, що зробило ці вибори найбільшими транснаціональними виборами в історії. У виборах брали участь як національні партії (у тому числі партії — члени європейських партій), так і незалежні кандидати.

## Виборчі квоти
Залежно від кількості населення кожна з країн-членів Євросоюзу має відповідну кількість депутатів: Австрія (18), Бельгія (24), Болгарія (17), Велика Британія (78), Греція (24), Данія (14), Ірландія (13), Іспанія (54), Італія (78), Люксембург (6), Нідерланди (27), Німеччина (99), Португалія (24), Румунія (33), Фінляндія (14), Франція (78), Швеція (19), Естонія (6), Кіпр (6), Латвія (9), Литва (13), Мальта (5), Словаччина (14), Словенія (7), Угорщина (24), Чехія (24).

## Збільшення числа депутатів
| Німеччина       |  | 96 (12.8 %) |
| Франція         |  | 74 (9.9 %)  |
| Італія          |  | 73 (9.7 %)  |
| Велика Британія |  | 73 (9.7 %)  |
| Іспанія         |  | 54 (7.2 %)  |
| Польща          |  | 51 (6.8 %)  |
| Румунія         |  | 32 (4.3 %)  |
| Нідерланди      |  | 26 (3.5 %)  |
| Бельгія         |  | 21 (2.8 %)  |
| Чехія           |  | 21 (2.8 %)  |
| Греція          |  | 21 (2.8 %)  |
| Угорщина        |  | 21 (2.8 %)  |
| Португалія      |  | 21 (2.8 %)  |
| Швеція          |  | 20 (2.7 %)  |
| Австрія         |  | 18 (2.4 %)  |
| Болгарія        |  | 17 (2.3 %)  |
| Данія           |  | 13 (1.7 %)  |
| Фінляндія       |  | 13 (1.7 %)  |
| Словаччина      |  | 13 (1.7 %)  |
| Хорватія        |  | 11 (1.5 %)  |
| Ірландія        |  | 11 (1.5 %)  |
| Литва           |  | 11 (1.5 %)  |
| Латвія          |  | 8 (1.1 %)   |
| Словенія        |  | 8 (1.1 %)   |
| Кіпр            |  | 6 (0.8 %)   |
| Естонія         |  | 6 (0.8 %)   |
| Люксембург      |  | 6 (0.8 %)   |
| Мальта          |  | 6 (0.8 %)   |

Вибори 2009 року проводилися в рамках Ніццького договору, що встановлює кількість депутатів Європарламенту на рівні 736 делегатів (згідно ст. 190 EG- Договору) Лісабонський договір встановлює кількість парламентаріїв на рівні 751 депутата, включаючи голови, який не має голосу, і змінює розподіл кількості представників по країнах, проте ці зміни набудуть чинності лише в 2014 році.
Проте на виборах 2009 року були обрані також 18 депутатів від країн, що збільшують своє представництво за Лісабонським договором,  а Конституційний комітет Європарламенту схвалив тимчасове збереження депутатів за країнами, що зменшують своє представництво, і присутність 18 нових депутатів на засіданнях парламенту дозволив як спостерігачів.
|                 | Вер 1952 | Бер 1957 | Січ 1973 | Чер 1979 | Січ 1981 | Січ 1986 | Чер 1994 | Січ 1995 | Тра 2004 | Чер 2004 | Січ 2007 | Чер 2008 | Лип 2009 | Лісабонський договір |
| --------------- | -------- | -------- | -------- | -------- | -------- | -------- | -------- | -------- | -------- | -------- | -------- | -------- | -------- | -------------------- |
| Німеччина       | 18       | 36       | 36       | 81       | 81       | 81       | 99       | 99       | 99       | 99       | 99       | 99       | 99       | 96                   |
| Франція         | 18       | 36       | 36       | 81       | 81       | 81       | 87       | 87       | 87       | 78       | 78       | 72       | 72       | 74                   |
| Італія          | 18       | 36       | 36       | 81       | 81       | 81       | 87       | 87       | 87       | 78       | 78       | 72       | 72       | 73                   |
| Бельгія         | 10       | 14       | 14       | 24       | 24       | 24       | 25       | 25       | 25       | 24       | 24       | 22       | 22       | 22                   |
| Нідерланди      | 10       | 14       | 14       | 25       | 25       | 25       | 31       | 31       | 31       | 27       | 27       | 25       | 25       | 26                   |
| Люксембург      | 4        | 6        | 6        | 6        | 6        | 6        | 6        | 6        | 6        | 6        | 6        | 6        | 6        | 6                    |
| Велика Британія |          |          | 36       | 81       | 81       | 81       | 87       | 87       | 87       | 78       | 78       | 72       | 72       | 73                   |
| Данія           |          |          | 10       | 16       | 16       | 16       | 16       | 16       | 16       | 14       | 14       | 13       | 13       | 13                   |
| Ірландія        |          |          | 10       | 15       | 15       | 15       | 15       | 15       | 15       | 13       | 13       | 12       | 12       | 12                   |
| Греція          |          |          |          |          | 24       | 24       | 25       | 25       | 25       | 24       | 24       | 22       | 22       | 22                   |
| Іспанія         |          |          |          |          |          | 60       | 64       | 64       | 64       | 54       | 54       | 50       | 50       | 54                   |
| Португалія      |          |          |          |          |          | 24       | 25       | 25       | 25       | 24       | 24       | 22       | 22       | 22                   |
| Швеція          |          |          |          |          |          |          |          | 22       | 22       | 19       | 19       | 18       | 18       | 20                   |
| Австрія         |          |          |          |          |          |          |          | 21       | 21       | 18       | 18       | 17       | 17       | 19                   |
| Фінляндія       |          |          |          |          |          |          |          | 16       | 16       | 14       | 14       | 13       | 13       | 13                   |
| Польща          |          |          |          |          |          |          |          |          | 54       | 54       | 54       | 50       | 50       | 51                   |
| Чехія           |          |          |          |          |          |          |          |          | 24       | 24       | 24       | 20       | 22       | 22                   |
| Угорщина        |          |          |          |          |          |          |          |          | 24       | 24       | 24       | 20       | 22       | 22                   |
| Словаччина      |          |          |          |          |          |          |          |          | 14       | 14       | 14       | 13       | 13       | 13                   |
| Литва           |          |          |          |          |          |          |          |          | 13       | 13       | 13       | 12       | 12       | 12                   |
| Латвія          |          |          |          |          |          |          |          |          | 9        | 9        | 9        | 8        | 8        | 9                    |
| Словенія        |          |          |          |          |          |          |          |          | 7        | 7        | 7        | 7        | 7        | 8                    |
| Кіпр            |          |          |          |          |          |          |          |          | 6        | 6        | 6        | 6        | 6        | 6                    |
| Естонія         |          |          |          |          |          |          |          |          | 6        | 6        | 6        | 6        | 6        | 6                    |
| Мальта          |          |          |          |          |          |          |          |          | 5        | 5        | 5        | 5        | 5        | 6                    |
| Румунія         |          |          |          |          |          |          |          |          |          |          | 35       | 33       | 33       | 33                   |
| Болгарія        |          |          |          |          |          |          |          |          |          |          | 18       | 17       | 17       | 18                   |
| Всього          | 78       | 142      | 198      | 410      | 434      | 518      | 567      | 626      | 788      | 732      | 785      | 732      | 736      | 751                  |

## Фракції
- Європейська народна партія — консерватори та християнські демократи
- Прогресивний альянс соціалістів і демократів — соціал-демократи і соціалісти
- Альянс лібералів і демократів за Європу — ліберали
- Зелені — Європейський свободний альянс — екологісти і регіоналісти
- Європейські консерватори і реформісти — консерватори, що выступають проти федералізації ЄС
- Європейські об'єднані ліві/Ліво-зелені Півночі — ліві соціалісти і комуністи
- Європа за свободу і демократію — націоналісти і євроскептикі
- Незалежні депутати Європейського парламенту — поза фракцій

## Зал засідань
Головна будівля Європарламенту в Брюсселі названо на честь італійського комуніста Альтьері Спінеллі, автора «Маніфесту Вентотене», в якому вперше була запропонована конституція Сполучених Штатів Європи.